# Teresa Madeira da Silva
Maria Teresa Madeira da Silva é uma arquiteta portuguesa.

## Biografia
Teresa Madeira da Silva, fez o seu doutoramento em "Arquitectura e Urbanismos" em 2009 no ISCTE - Instituto Universitário de Lisboa.

## Obras
Destaca-se entre os seus projetos arquitetónicos, o seguinte:
- Conjunto habitacional na Rua Professor Queiroz Veloso n.º 2 a 38 (projecto conjunto com Duarte Nuno Simões, Maria do Rosário Venade, Nuno da Silva Araújo Simões e Sérgio Almeida Rebelo - Prémio Valmor, 1989.[2]